# Yan Lin
Yan Lin je imaginarni lik stripa W.I.T.C.H. i istoimene animirane serije. Ona je baka djevojčice Hay Lin, jedne od pet Čuvarica Kandrakara, mjesta u središtu svemira.  

### Opis
Yan Linje Hay Linina baka. Ona je poput svoje unuke bila Čuvarica Zraka.